# Tara Motor Hembra
Tara Motor Hembra es un disco del Nudozurdo, lanzado el 28 de febrero de 2011, siendo este disco el tercero de su carrera. Bastante fiel a su sonido y a su antecesor Sintética sigue la estela del post-rock practicado desde sus inicios. El primer single de este disco fue Prueba/Error.

## Antecedentes
Nudozurdo llevaba inmerso en la gira de presentación de Sintética y tras su gran momento de popularidad y de fuerza empezaron la producción del disco, y aunque alguna canción fuera llevada antes al directo el sonido de Tara Motor Hembra no se conoció hasta su lanzamiento.

## Contenido

### Lírico
Las letras de Tara Motor Hembra son de Leo Mateos, líder de la banda desde su creación. Las letras de la banda suelen ser crípticas como es en el ejemplo de Laser Love:
Porque hay chicos que escupen palabras de fuego que te atan al suelo con su voz Porque hay chicos que persiguen monstruos perfectos...

### Melodías e instrumentación
Melodías cargadas de guitarras y distorsiones estiradas en el tiempo, la gran mayoría de las canciones supera los 5 minutos de duración como es en el caso de la canción que abre el disco Golden Gotelé, Laser Love,Conocí el Amor o Dosis Modernas

## Recepción

### Crítica
El álbum recibió críticas mixtas. Las revistas Mondo Sonoro o La Fonoteca le pusieron notas notables.
El álbum obtuvo un buen rendimiento en las listas de lo mejor del año, siendo catalogado como uno de los mejores discos del 2011 para Mondo Sonoro.

## Listado de canciones
Todas las canciones fueron escritas por Leo Mateos
| Lista de canciones |                                            |          |  |
| N.º                | Título                                     | Duración |  |
| 1.                 | «Golden Gotelé»                            | 5:00     |  |
| 2.                 | «Prometo Hacerte Daño»                     | 3:40     |  |
| 3.                 | «No Me Toquéis»                            | 4:59     |  |
| 4.                 | «Prueba/Error»                             | 4:18     |  |
| 5.                 | «Conocí El Amor»                           | 6:26     |  |
| 6.                 | «Mensajes Muertos»                         | 4:48     |  |
| 7.                 | «Laser Love»                               | 8:42     |  |
| 8.                 | «Sueño Demo»                               | 4:23     |  |
| 9.                 | «Dosis Modernas»                           | 7:51     |  |
| 10.                | «El Diablo Fue Bueno Conmigo»              | 5:19     |  |
| 11.                | «(Dana) (disponible únicamente en vinilo)» | 19:14    |  |

## Créditos y personal
- Leo Mateos (voz y guitarra)
- Josechu Gómez y Jorge Fuertes (batería)
- Meta (bajo)
- César de Mosteyrin (guitarras)